# Vera Brückner

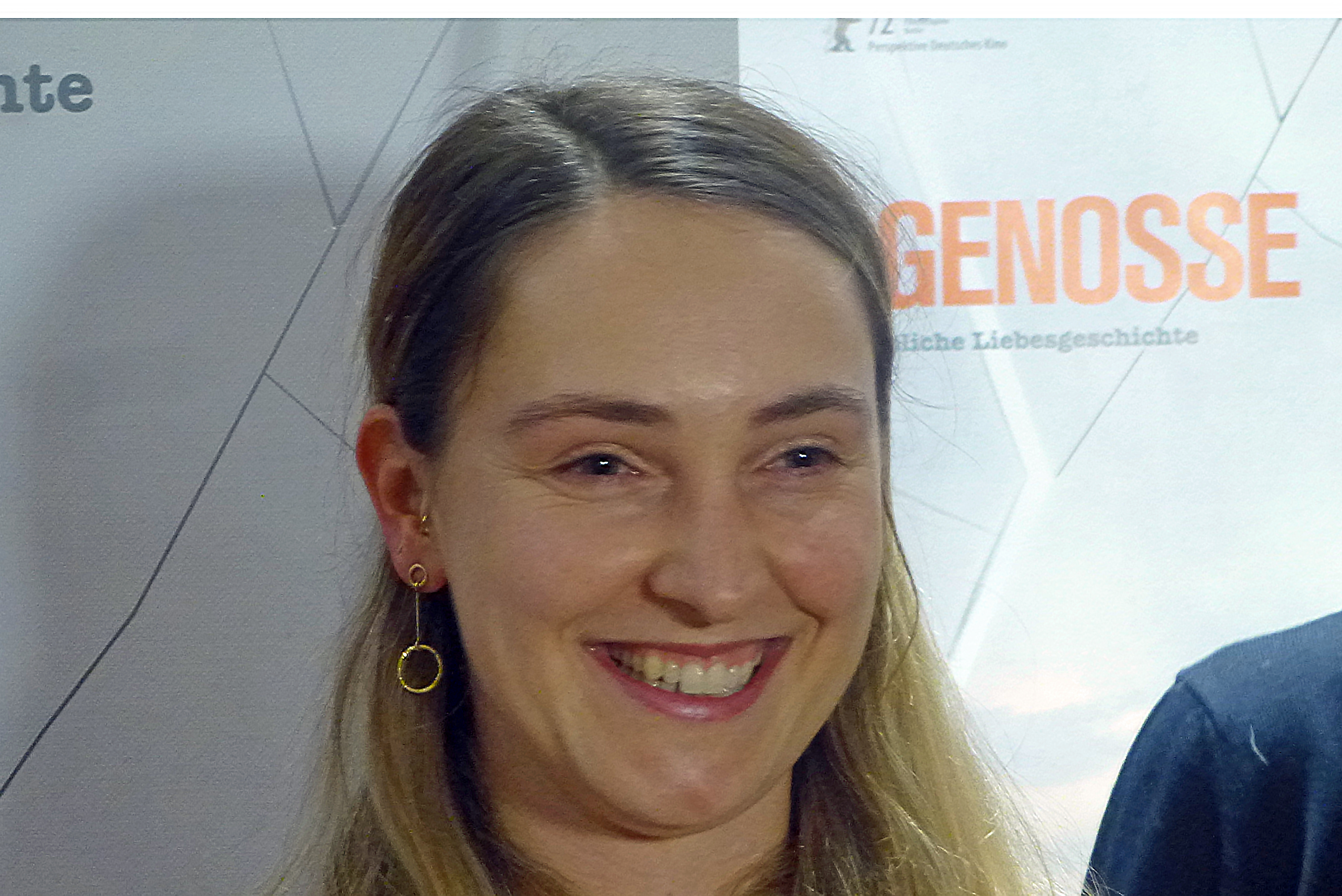
Vera Brückner (2023)

Vera Maria Brückner (* 1988 in München) ist eine deutsche Regisseurin, Produzentin und Kamerafrau.

## Leben und Werk
Brückner schloss 2012 ihr Studium an der Hochschule München mit einem Bachelor im Bereich Fotodesign ab. 2021 erhielt sie an der Hochschule für Fernsehen und Film (HFF) ihr Diplom in der Abteilung Dokumentarfilmregie und Fernsehpublizistik. Sie ist Jurymitglied beim Deutschen Kurzfilmpreis.
Im Mai 2025 wurde ihr vom FFF Bayern geförderter Dokumentarfilm Endlich unsterblich über den Sänger der Münchner Musikgruppe Florian Paul und die Kapelle der letzten Hoffnung auf dem 40. Internationalen DOK.fest München uraufgeführt. Paul hatte auch die Musik zu ihrem 2022 entstandenen Studienabschlussfilm Sorry Genosse komponiert.

## Filmfestivals
Ihre Arbeiten wurden auf Festivals wie dem der Berlinale 2022, dem DOK.fest München der DOK Leipzig, Visions du Réel Nyon, CPH:DOX, Cannes Short Film Corner, dem Montreal World Film Festival und dem Filmkunstfest Mecklenburg-Vorpommern in Schwerin gezeigt, für die sie diverse Preise wie eine Honorary Mention auf der DOK Leipzig (German Shorts), oder den FFF-Förderpreis erhielt.

## Filmografie
- 2013: What happens when the heart just stops (Regie, HFF München)
- 2013: Schwör (Regie, HFF München)
- 2014: NSU – Ein Prozessstück (Regie: Felicitas Sonvilla)
- 2015: Mars Closer (Co-Regie mit Annelie Boros)
- 2018: Nö York (Regie)
- 2019: Framework of Art (Regie: Elisabeth Kratzer, HFF München)
- 2019: Kadinin Sesi – die Stimme der Frau (Regie, HFF München)
- 2022: Sorry Genosse (Regie, HFF München, Studienabschlussfilm)
- 2024 Endlich unsterblich (Regie), Premiere im Mai 2025[5]